# Бурдуково (Бурятія)
Бурдуково (рос. Бурдуково) — село Прибайкальського району Бурятії, Росія. Входить до складу Сільського поселення Ітанцинського.
Населення — 50 осіб (2015 рік).